# Rostra
Rostra (flertal af rostrum, "(skibs)snabel“) kaldte
romerne de bronzebeslåede spidser, som krigsskibene havde i
forstavnen, for bore fjendtlige
skibe i sænk.
Da talerstolen på torvet i
Rom 338 f.Kr. blev smykket med snablerne fra
de skibe, der var erobret fra volskerne i et slag ved Antium (nutidens Anzio),
fik talerstolen selv navn af rostra. Det var en
langstrakt forhøjning, som oprindeligt fandtes mellem
Comitium og det egentlige Forum Romanum. På Cæsars
tid blev de flyttet hen i den vestlige ende af Forum.

- Rostra markeret med rødt, nederst
- Fra venstre: Saturntemplet, Vespasians tempel, Rostra, Concordiatemplet, Septimius Severus-buen og Tabularium (Roms arkiv) i baggrunden – 1866
- Rostra på Forum Romanum
- Forsiden af Rostra Augusti. Baseret på illustration fra bogen The Roman Forvm af Christian Hülsen, 1906
- Rostra vandalica (dårligt udførte tilføjelser) med inskription af Iunuis Valentinus og Saturntemplet - "These fragments I have shored up against my ruin": T.S. Eliot kan have skrevet dette på Forum Romanum. I århundreder har besøgende sværmet om flygtigheden af menneskelig herlighed her. (af billedets ledsagetekst)
- Rostra
- Forum Romanum, Julius Caesars tempel (Aedes Divi Iulii) og Rostra Diocletiani i midten med rødt.